# Благой Гьорев
Благой Димев Гьорев е югославски партизанин и деец на НОВМ.

## Биография
Роден е на 8 февруари 1922 година. През април 1942 година се включва във Велешко-прилепския народоосвободителен партизански отряд „Димитър Влахов“ и става негов заместник-политически комисар. През 1940 година става член на СКМЮ, а от следващата година и на ЮКП. От 1941 в неговата къща се печата партийния вестник „Народен бюлетин“. През 1942 година става член на Местния комитет на ЮКП за Велес и секретар на СКМЮ. Убит е в засада от българската полиция.